# Selymes Tibor
Selymes Tibor (Balánbánya, 1970. május 14. –) magyar nemzetiségű román válogatott labdarúgó, edző.

## Pályafutása

### Klubcsapatban
Brassóban kezdte profi labdarúgó pályafutását, de hamar felfigyeltek rá Dinamo Bukarestnél. Később Belgiumba igazolt, ahol több csapatban is megfordult. 1996 és 2000 között az RSC Anderlecht és Standard Liége meghatározó játékosa volt. Majd Magyarországra szerződött, ahol előbb a Haladásban, később pedig Debrecenben szerepelt. Pályafutását Cipruson fejezte be az AEL Limassol színeiben.

### A válogatottban
Selymes tagja volt a "román aranycsapat"-nak 1994-ben az Egyesült Államokban rendezett világbajnokságon.

### Edzőként
Az edzősködést az FC Sopron csapatánál kezdte, de a klub megszűnt, ezért Románia felé vette az irányt, és jelenleg is a Astra Ploiesti csapatát edzi.